# Швейцарский стиль шале
Швейцарский стиль, швейцарский стиль шале или швейцарское шале (нем. Schweizerstil, норв. sveitserstil) — архитектурный стиль позднего историзма, вдохновлённый сельским домом шале из Швейцарии и альпийских (горных) областей Центральной Европы. Стиль соединяет традиционные строительные конструкции с характерными крышами и украшенными резьбой и балконами фасадами. Стиль распространился в Германской империи, Австро-Венгрии и Скандинавии в период Прекрасной эпохи.

## История
Швейцарский стиль возник в эпоху немецкого романтизма на рубеже XVIII—XIX веков, когда идеи английского сада получили популярность в Германии (например, парковое королевство Дессау-Верлиц). Богатые землевладельцы привносили изящество «простой жизни» людей в свою повседневность.
Стиль быстро распространился по немецким землям и оказал влияние на курортную архитектуру на балтийском побережье (Бинц, Херингсдорф). В начале XX века элементы швейцарского стиля дополняли облик возводимых домов буржуазии, отели и особняки по проекту архитекторов (например, Генрих фон Ферстель).
Стиль популяризировался с потоками богатых туристов с севера и запада Европы, распространяясь в другие её части и Северную Америку. В США новую манеру строительства окрестили «плотницкой готикой».

### В России

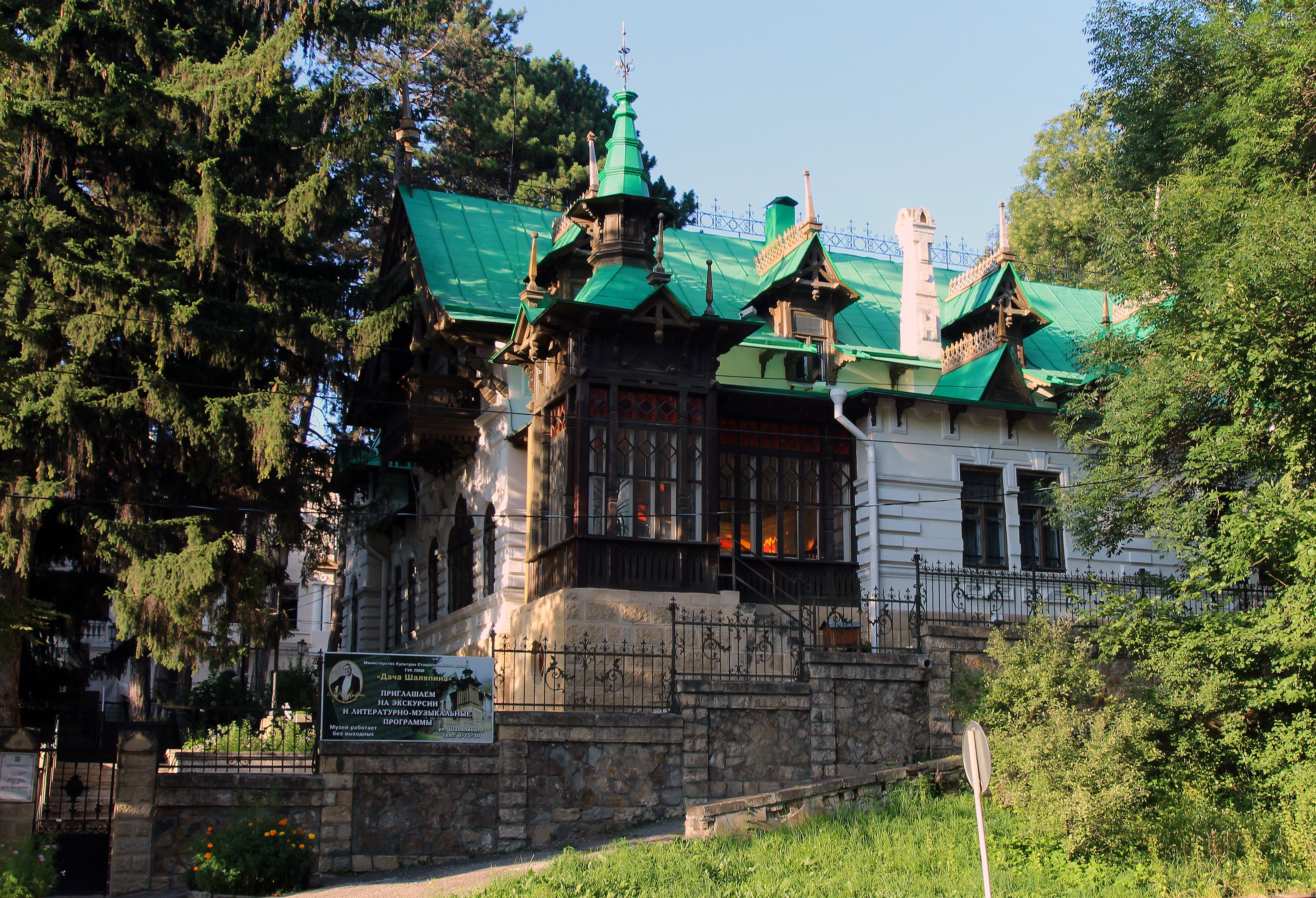
Дача Шаляпина в Кисловодске, Россия

В России первые здания в швейцарском стиле возникли благодаря второй супруге Павла I. В Павловском парке под её руководством в 1780 году выстроено «Старое Шале». Постройка разрушена в годы Второй мировой войны. В советское время на её месте была большая детская площадка. В настоящее время место пустует.
В России усадьба Шинова в Тульской области, неподалёку от города Ефремова характеризуется в воспоминаниях К. Н. Голицына именно в этом стиле. При оформлении железнодорожной линии Вологда — Архангельск также избран швейцарский стиль. Облик Архангельска во многом сложился под воздействием стиля.

## Черты стиля
- Щипец с широкими карнизами,
- Балки и крупные кронштейны,
- Декоративная резьба и лепнина
- Балконы
- Большие окна
- Вагонка, выкрашенная, как правило, в яркие цвета

## Галерея

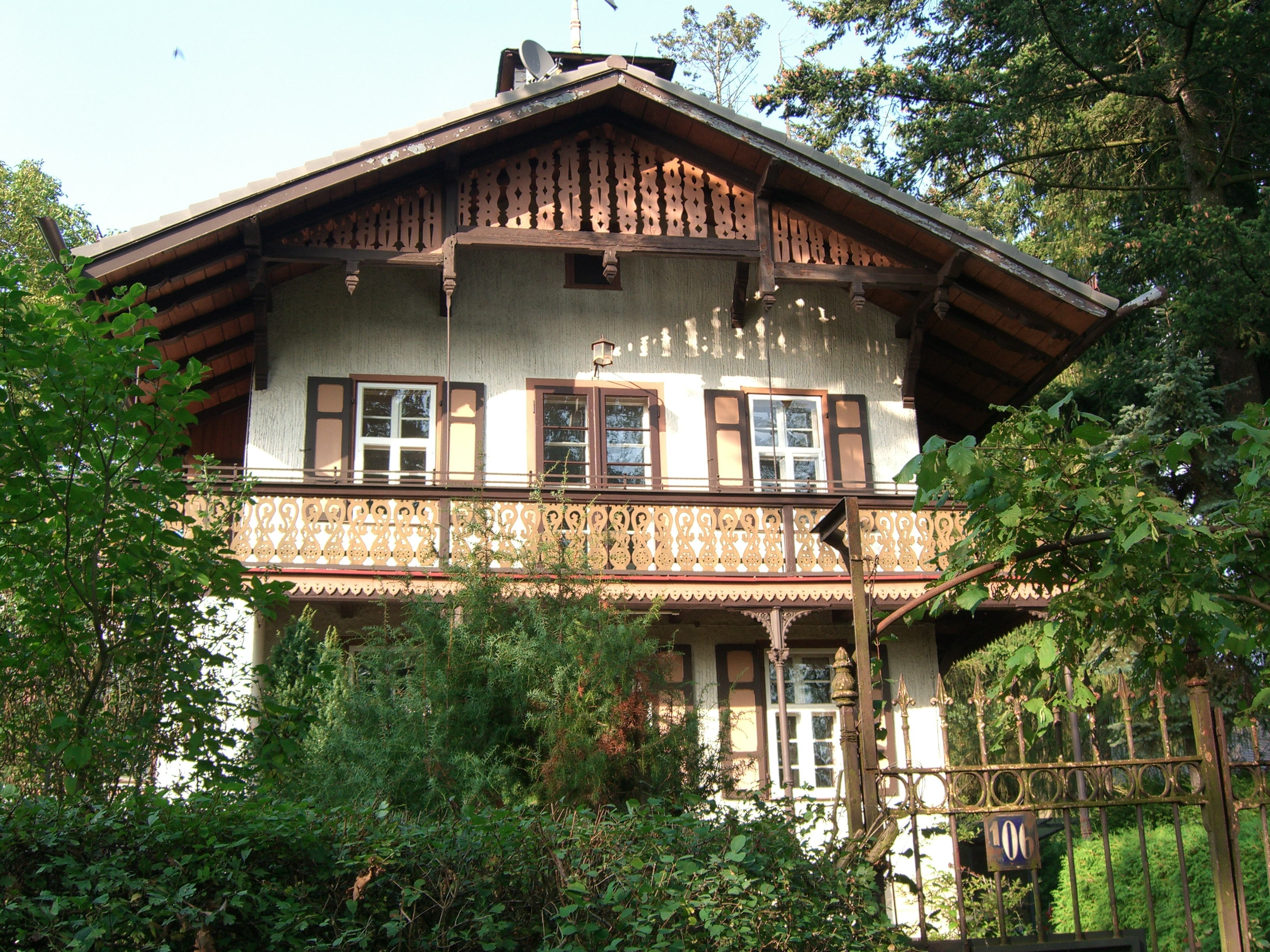
Вилла в Эрланген
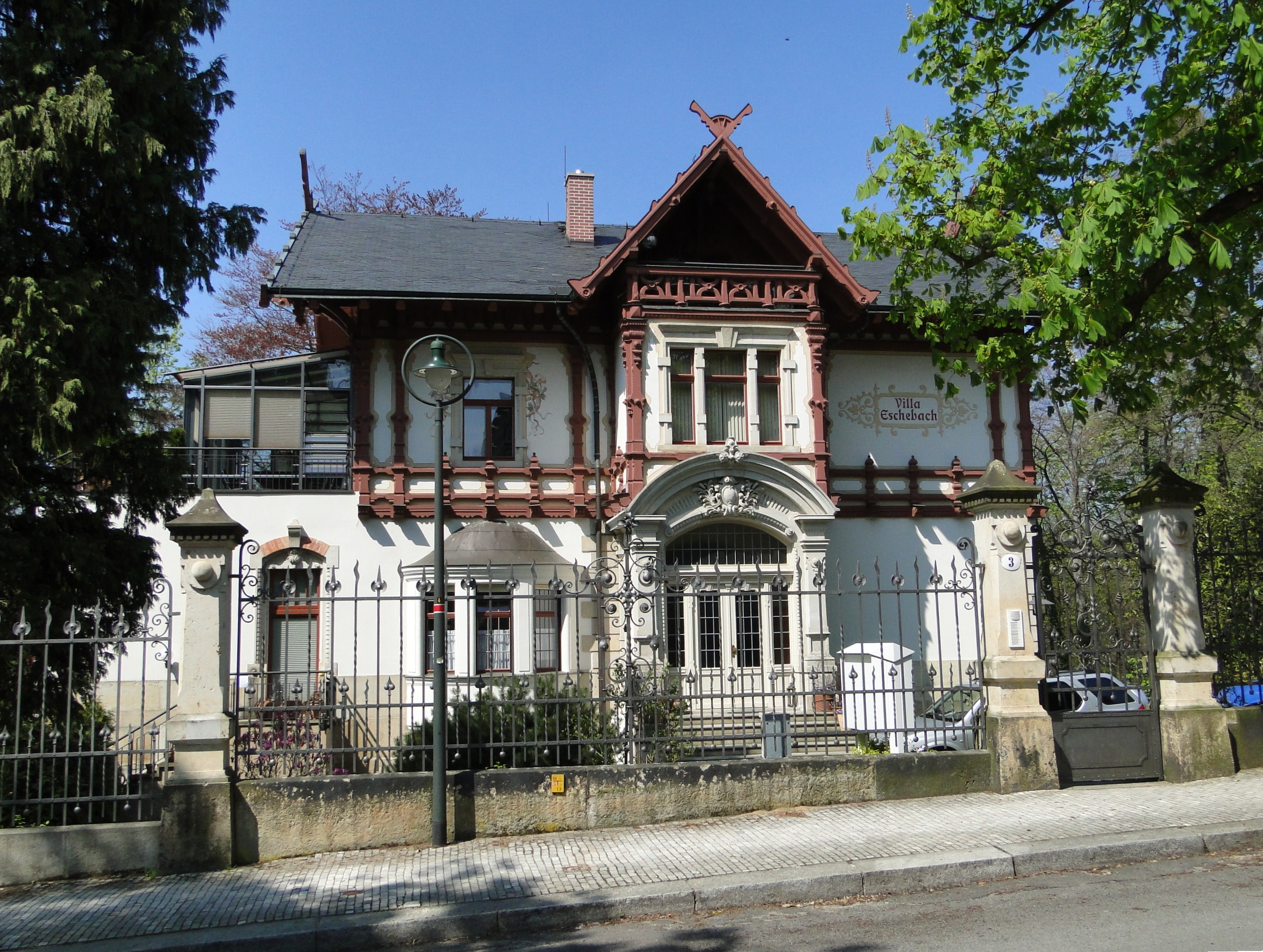
Вилла Эхенбах в Дрездене, ФРГ
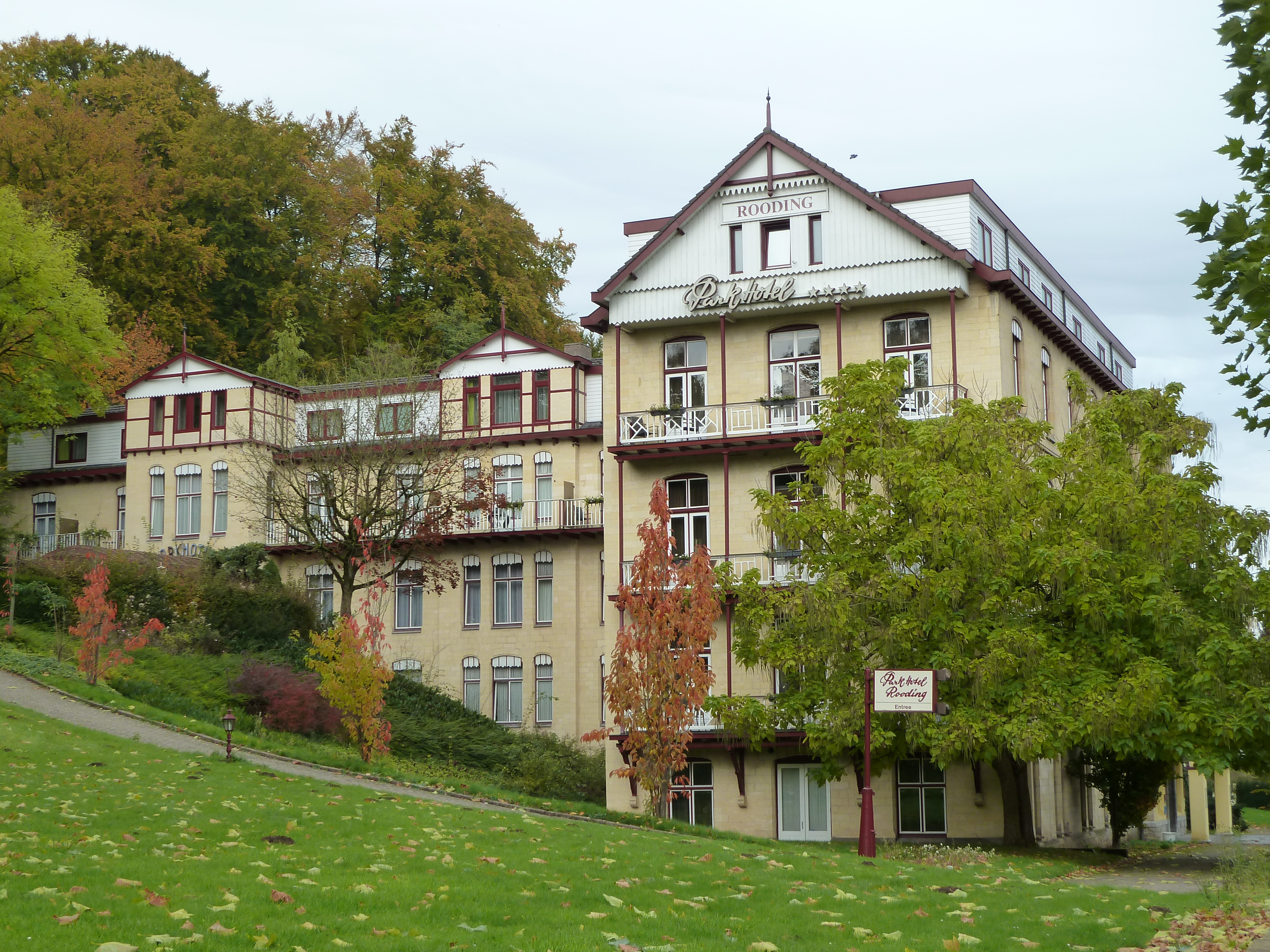
Отель Роодинг в Валкенбурге (1892) по проекту Пьера Кейперса
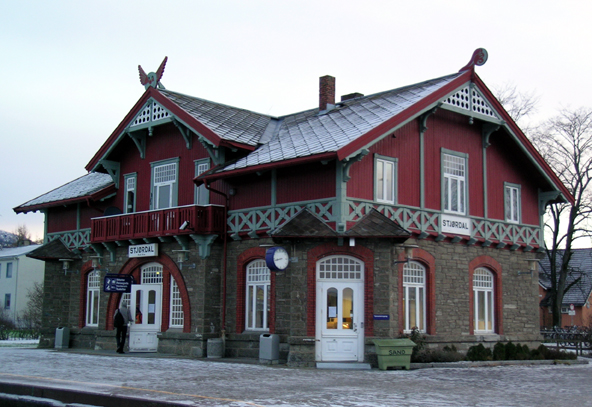
Станция Стёрдаль архитектора Пауля Дуе
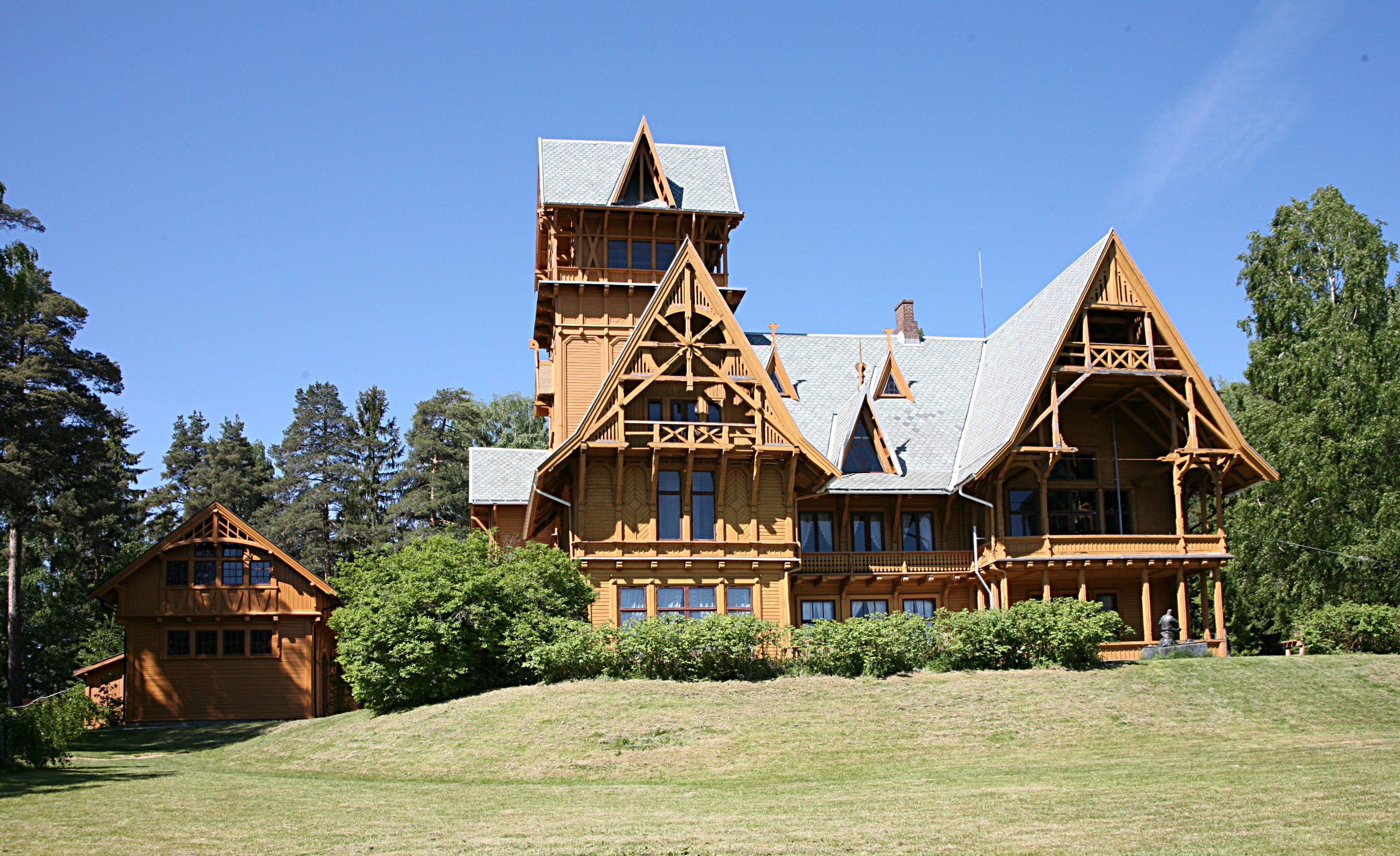
Вилла Фридхайм в Крёдсхерад, Норвегия
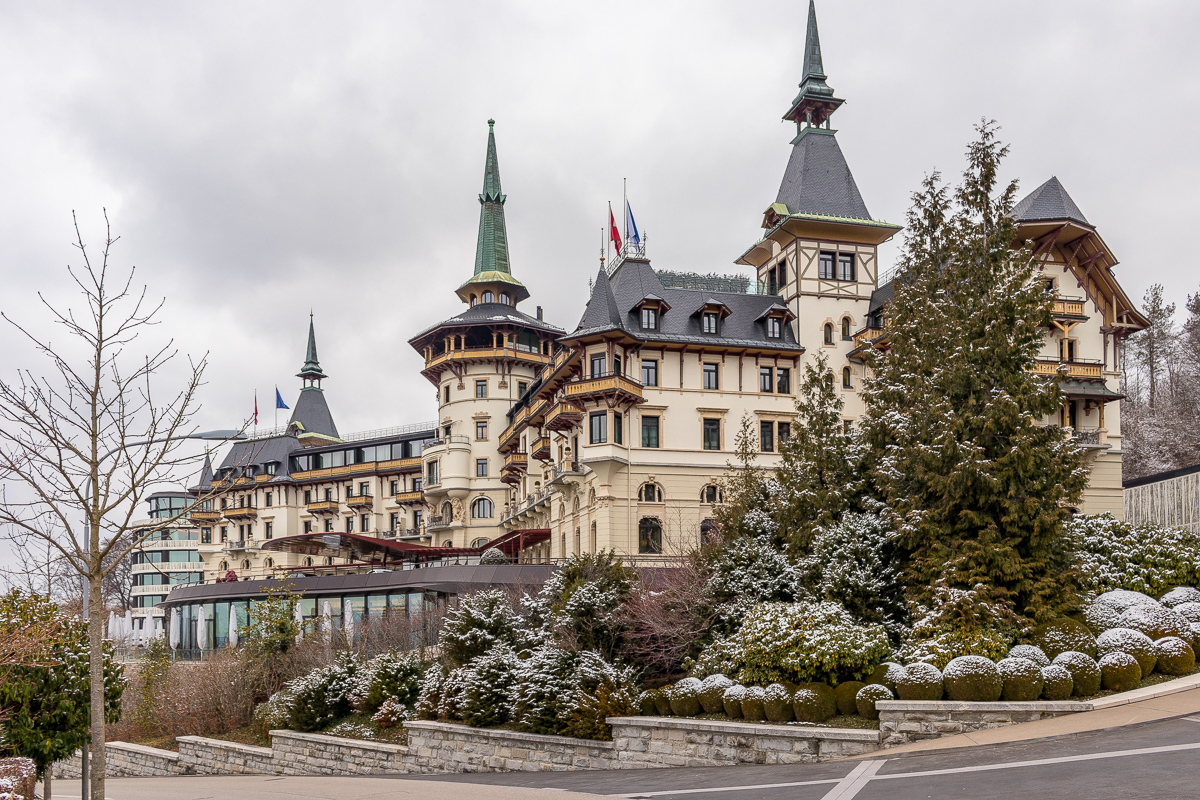
Отель Dolder Grand[нем.] (1899) в Цюрихе (Швейцария). Архитектор Якоб Грос[нем.]